# Podoceropsis nitida
Podoceropsis nitida är en kräftdjursart som beskrevs av Myers och Mcgrath 1982. Podoceropsis nitida ingår i släktet Podoceropsis och familjen Isaeidae. Inga underarter finns listade i Catalogue of Life.